# Esen Işık
Esen Işık (* 1969 in Istanbul, Türkei) ist eine schweizerisch-türkische Regisseurin und Drehbuchautorin mit Wohnsitz in Zürich.

## Leben
Esen Işık wurde 1969 in Istanbul geboren. Seit 1990 lebt sie in der Schweiz. 1997 schloss sie ihr Studium an der Hochschule für Musik und Theater Zürich (heute Zürcher Hochschule der Künste) ab. Ihr Abschlussfilm dort wurde für den Schweizer Filmpreis (Kurzfilm) nominiert. Es folgten weitere Kurzfilme, bei denen Işık sowohl Regie führte als auch das Drehbuch schrieb.
Ihr erster Langspielfilm,  Köpek (2015), setzt sich mit dem Thema der gesellschaftlich tradierten Gewalt am Beispiel der Türkei auseinander. Köpek wurde in 5 Kategorien für den Schweizer Filmpreis 2016 nominiert und mit den Preisen für den besten Film und die beste Darstellerin ausgezeichnet.

## Filmografie (Auswahl)
- 1997: Ölmeye Yatmak – Sich zum Sterben hinlegen (Kurzfilm)[1]
- 1999: Babami Hirsizlar Caldi – Stolen Father (Kurzfilm)
- 2001: Reise ohne Rückkehr (Kurzfilm)
- 2001: Eine Generation zwischen zwei Welten (Kurzfilm)
- 2012: Du & Ich (Kurzfilm)
- 2015: Köpek
- 2019: Al-Shafaq - Wenn der Himmel sich spaltet[2]

## Auszeichnungen
- 1999: Grand Prix des Vendome Short Film Festival für Babami Hirsizlar Caldi
- 2000: Schweizer Filmpreis: Bester Kurzfilm für Babami Hirsizlar Caldi[3]
- 2000: Grand Prix des Festival du Court-Métrage de Clermont-Ferrand für Babami Hirsizlar Caldi[4]
- 2000: Grand Prix des Drama Short Film Festival für Babami Hirsizlar Caldi[3]
- 2001: New Swiss Talent Award des Locarno Film Festivals für Reise ohne Rückkehr[5]
- 2002: Nomination Schweizer Filmpreis: Bester Kurzfilm für Reise ohne Rückkehr[6]
- 2012: Schweizer Filmpreis: Bester Kurzfilm für Du & Ich[7]
- 2016: Schweizer Filmpreis: Bester Spielfilm für Köpek & Nomination Schweizer Filmpreis: Bestes Drehbuch für Köpek[8]